# Saarländische Triathlon Union
Die Saarländische Triathlon Union (STU) ist der offizielle Dachverband aller saarländischen Triathlonvereine und -abteilungen. Sie ist Mitglied in der Deutschen Triathlon Union. Die STU betreut im Saarland etwa 1.000 Triathletinnen und Triathleten in 38 Vereinen (Stand April 2013).

## Geschichte
Im März 1985 lud Klaus Strauch aus Schmelz zu einer Gründungsversammlung ein. Bereits im August fand bereits der erste Triathlon im Saarland in St. Wendel (Kurz- und Mitteldistanz) mit Saarlandmeisterschaften statt. 1987 wurde die 4. Deutsche Meisterschaft in St. Wendel und am Bostalsee statt.

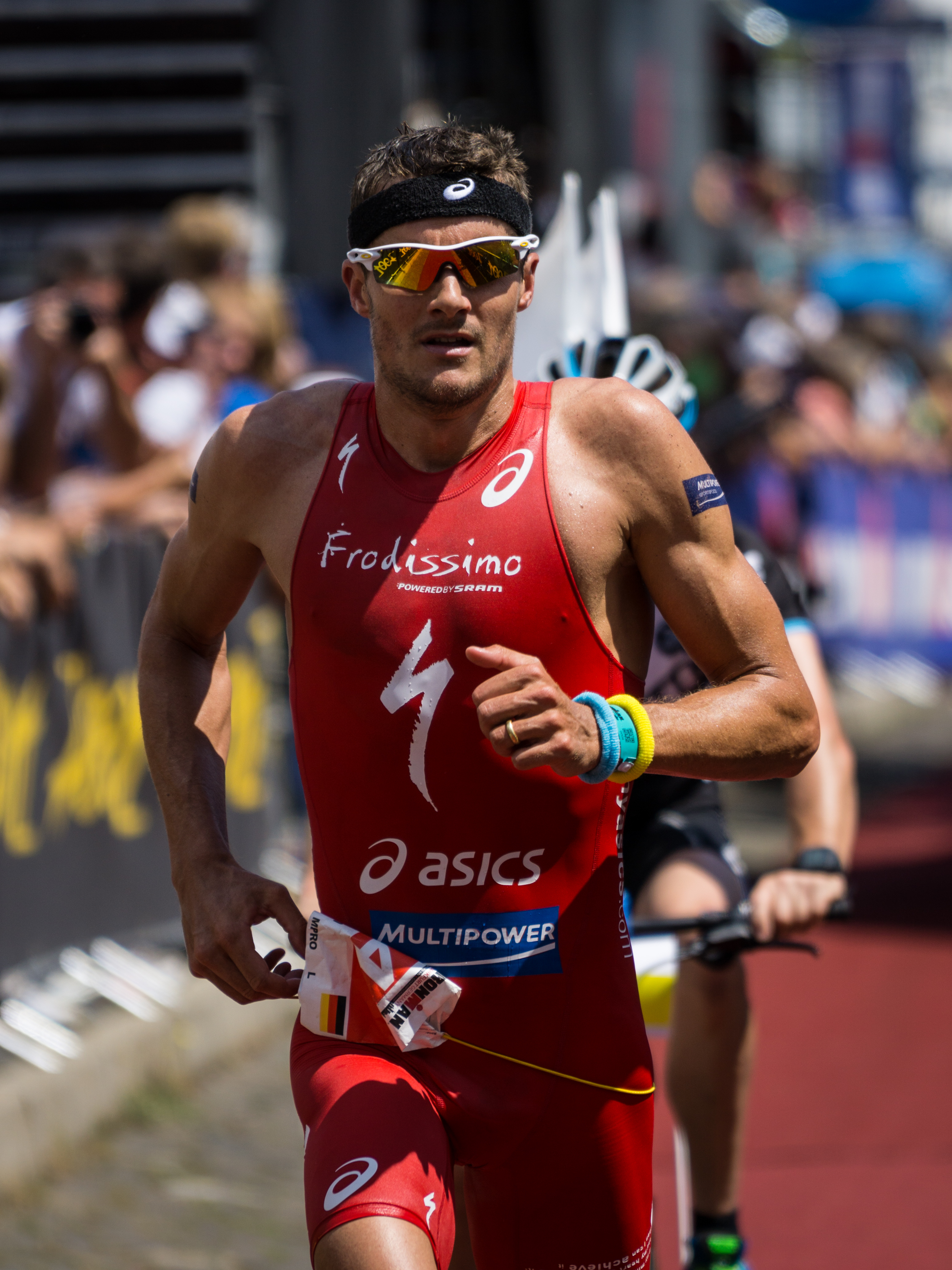
Jan Frodeno während des Ironman Germany 2014 in Frankfurt am Main

1990 ging aus der Triathlon-Abteilung des TV Düppenweiler, der Keimzelle der STU, der neue Verein Tri-Sport Saar-Hochwald hervor, der sich als erster saarländischer Verein ganz auf Triathlon ausrichtet. Der TSSH ist heute der größte saarländische Triathlon-Verein. 1990, 1998 und 1999 fanden die Deutschen Senioren Meisterschaften in Losheim am See statt. 1990 startet dort als Ehrengast der damalige Bundesumweltminister Klaus Töpfer. Das Tri-Team Köllerbach schafft 1993 den Sprung in die erste Triathlon-Bundesliga, konnte sich dort aber nur ein Jahr lang halten.
Ein besonderes Highlight war 1998 die ITU-Duathlon-Weltmeisterschaft der Elite in St. Wendel.
2008 gewann Jan Frodeno, der damals für den Tri-Sport Saar-Hochwald startete, bei der Olympiade in Peking die Goldmedaille. 2010 wurde Steffen Justus, der für die Triathlonfreunde Saarlouis startet, Vizeweltmeister. Justus und Frodeno (heute LAZ Saarbrücken) qualifizierten sich für die Olympischen Sommerspiele 2012 in London und erreichten dort den 6. Platz (Frodeno) und den 16. Platz (Justus).

## Vorsitzende
Die bisherigen Vorsitzende der STU:
- seit Januar 2002: Bernd Zimmer
- Aug. 1993 – Jan. 2002: Norbert Kehl (zugleich Ehrenpräsident)
- Okt. 1992 – Jul. 1993: Markus Först
- Mai 1991 – Sep. 1992: Ulrich Weber
- März 1985 – Mai 1991: Klaus Strauch

## Ligabetrieb
Das Saarland hat aufgrund seiner Größe keine eigenständige Liga. Saarländische Triathlonmannschaften starten in der Landesliga von Rheinland-Pfalz oder in höheren Ligen.

## Triathlon Team Saar
Die Triathlonabteilung der Lauftrefffreunde Marpingen e. V. besitzt eine Mannschaft, die in der Deutschen Triathlonliga (DTL) startet. 2010, als die Mannschaft das Startrecht für die Regionalliga besaß, trat sie es an die Saarländische Triathlon Union ab. Im Rahmen eines Nachwuchsförderprojektes für die Altersklasse U23 verstärkte die STU die Ligamannschaft der LTF Marpingen mit Kaderathleten und benannte sie um in „Triathlon Team Saar“. Das Ziel, in die erste Bundesliga aufzusteigen, wurde Ende 2012 erreicht.
 Seit der Saison 2013 startet das Team, nunmehr unter der Bezeichnung „Bromelain-POS Team Saar“, in der Ersten Bundesliga.

## Auszeichnung
Die Saarländische Triathlon Union wurde 2009 für ihre vorbildliche Talentsichtung, Talentförderung und Leistungssport-Entwicklung mit dem Hermann-Neuberger-Preis ausgezeichnet.
2015 wurde ihr die Hermann-Neuberger-Plakette verliehen.